# Heideradspinne

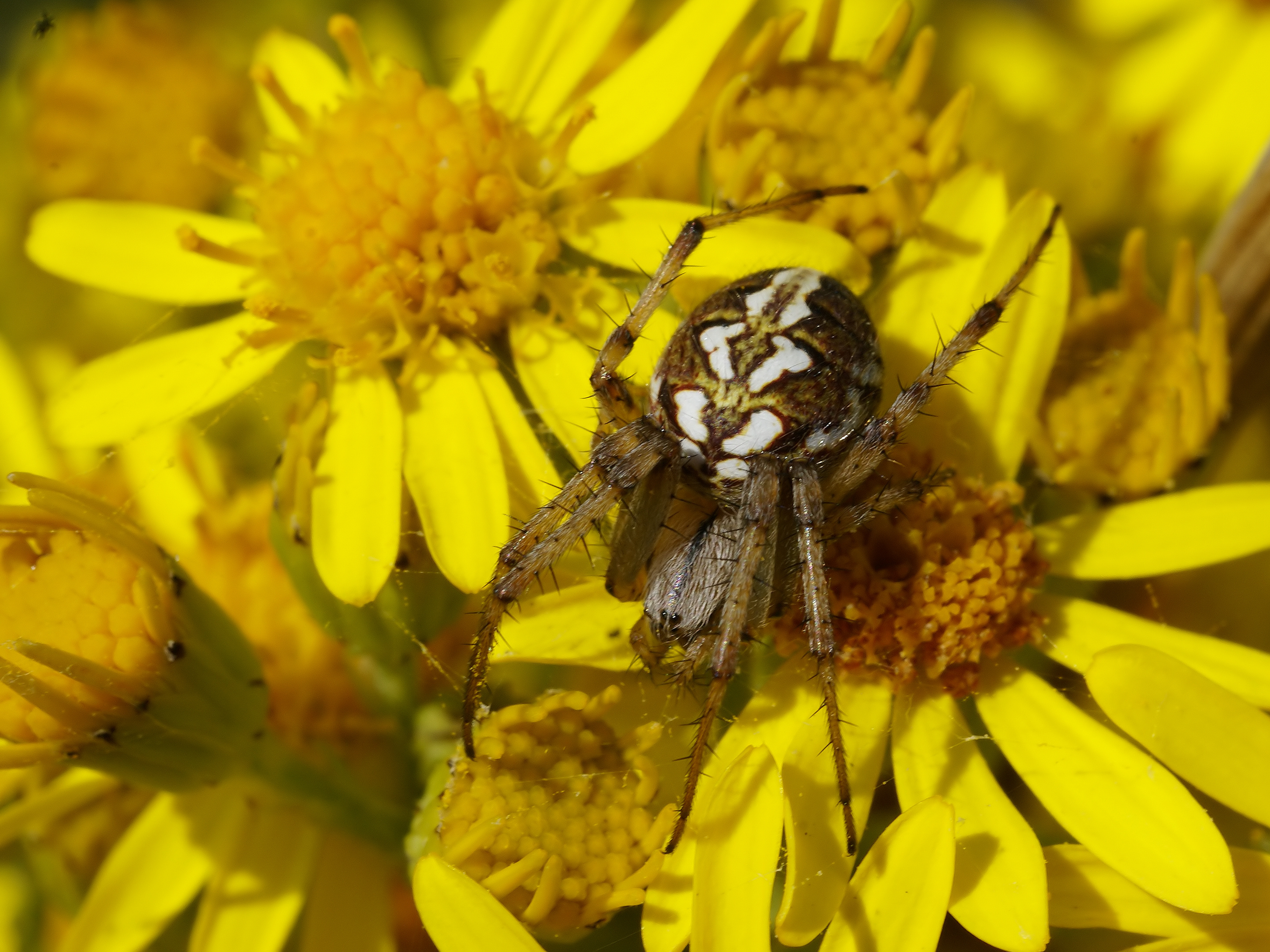
Eine Heideradspinne auf Kreuzkraut

Die Heideradspinne (Neoscona adianta) ist eine Spinnenart aus der Familie der Echten Radnetzspinnen (Araneidae). Sie ist die einzige Art der Gattung Neoscona im nördlichen Mitteleuropa, hier weitgehend auf die Niederungen beschränkt und nicht häufig.

## Merkmale
Heideradspinnen sind recht kleine Radnetzspinnen. Die Weibchen erreichen eine Körperlänge von 5,5 bis 7,0 mm, die Männchen 4,0–5,0 mm. Bei beiden Geschlechtern weist der Vorderkörper (Prosoma) auf gelblich braunem Grund einen schwarzen Mittelstreifen und einen schmalen schwarzen Rand auf. Die Beine sind gelblich braun und dunkel geringelt. Der Hinterleib (Opisthosoma) ist oberseits variabel grau, gelblich-braun oder rötlich und zeigt in der Mitte einen schmalen, mehrfach verengten Lanzettfleck, der von zwei breiten, außen mehrfach stark nach außen gebuchteten hellen Längsbändern eingefasst wird; diese sind wiederum breit schwarz gesäumt. Die Rückenzeichnung ähnelt jener der Eichblatt-Radspinne (Aculepeira ceropegia), die weißen Bänder sind bei der Heideradspinne im Bereich der Einbuchtungen aber meist unterbrochen und die Ausbuchtungen stärker gerundet.

## Verbreitung und Lebensraum
Das Verbreitungsgebiet der Heideradspinne umfasst große Teile der südlichen Paläarktis und reicht in Ost-West-Richtung von Irland und Portugal über Nordafrika und den größten Teil Europas nach Osten bis Japan und Taiwan. In Nord-Süd-Richtung erstreckt sich das Areal der Art von Norwegen, Schweden und den baltischen Staaten bis Nordafrika und weiter östlich vom südlichen Sibirien bis in den Iran, Indien, die Nikobaren und die Marianen. Das Verbreitungsgebiet umfasst die gemäßigte, die mediterrane und den Nordrand der tropischen Zone. Die Art fehlt in Europa im Norden Skandinaviens sowie in Finnland. In Deutschland ist die Art offenbar weitgehend auf die Niederungen im Norden und den klimatisch begünstigten Südwesten des Landes beschränkt und wird insgesamt nicht häufig gefunden.
Die Art bewohnt in Mitteleuropa offene und warme Bereiche, vor allem Calluna-Heiden und Moorränder und hält sich dort überwiegend in der Krautschicht auf.

## Lebensweise
Die sehr unauffälligen und feinmaschigen Netze werden überwiegend dicht über dem Boden gebaut. Die Tiere sitzen tagsüber meist in einem Versteck neben dem Netz. Geschlechtsreife Tiere sind im Juli und August anzutreffen. 

## Gefährdung
Die Art ist in Mitteleuropa nur lokal verbreitet und nicht häufig. Sie wird in Deutschland in der Roten Liste als „gefährdet“ eingestuft, Hauptgefährdungsfaktoren sind Nutzungsauflassungen oder -änderungen der von der Art benötigten Offenlebensräume.